# 1946年のスポーツ

## できごと
- 3月6日 - 日本初のスポーツ紙、日刊スポーツ創刊
- 3月9日 - バーンデン・パークの惨事。イギリス・ボルトンのサッカー場で試合中に群衆事故が発生し33人が死亡。
- 4月20日 - 日本プロ野球再開（第8回読売旗争奪戦）
- 8月9日 - 第1回国民体育大会開幕
- 12月4日 - 大日本体育会理事会、日本オリンピック委員会設立を決定
- 12月24日 - IOCが日本・ドイツの第14回ロンドンオリンピック不参加を決定

## 総合競技大会
- 第1回近畿国体（夏季 - 兵庫県・8月9日～11日、秋季 - 京都府、大阪府、滋賀県、奈良県、兵庫県・11月1日～3日） - 冬季競技は翌年

## アイスホッケー
- スタンレーカップ決勝（1945-1946シーズン）
モントリオール・カナディアンズ （4勝1敗） ボストン・ブルーインズ

## アメリカンフットボール
- NFLチャンピオンシップゲーム
シカゴ・ベアーズ（西地区） 24-14 ニューヨーク・ジャイアンツ（東地区）

## 大相撲
できごと　
- 11月場所は、進駐軍に接収されていた旧国技館で開催された。
- この場所、相撲くじが実施されたが、不評でこの場所限りで廃止された。

- 秋場所（東京メモリアルホール・11月6日～18日）
幕内最高優勝 : 羽黒山政司(13戦全勝,4回目）
優勝旗手　:　三根山隆司
十両優勝 : 岩平貞雄（10勝1敗）

## ゴルフ

### 世界4大大会（男子）
- マスターズ優勝者：ヘルマン・カイザー（アメリカ）
- 全米オープン優勝者：ロイド・マングラム（アメリカ）
- 全英オープン優勝者：サム・スニード（アメリカ）
- 全米プロゴルフ優勝者：ベン・ホーガン（アメリカ）

終戦に伴い、この年からすべてのゴルフ・メジャー大会の開催が再開される。

## 自転車競技

### ロードレース
- 第29回ジロ・デ・イタリア
総合優勝：ジーノ・バルタリ（イタリア）
- ツール・ド・フランスは、翌年から再開される。

## テニス

### グランドスラム
- 全豪選手権　男子単優勝：ジョン・ブロムウィッチ（オーストラリア）、女子単優勝：ナンシー・ウィン・ボルトン（オーストラリア）
- 全仏選手権　男子単優勝：マルセル・ベルナール（フランス）、女子単優勝：マーガレット・オズボーン（アメリカ）
- ウィンブルドン　男子単優勝：イボン・ペトラ（フランス）、女子単優勝：ポーリーン・ベッツ（アメリカ）
- 全米選手権　男子単優勝：ジャック・クレーマー（アメリカ）、女子単優勝：ポーリーン・ベッツ（アメリカ）

終戦に伴い、この年からすべてのグランドスラム大会の開催が再開される。

## 野球

### 日本

#### プロ野球
第二次世界大戦が終わった翌年の1946年、日本プロ野球は1944年以来2年ぶりに公式戦を再開したが、兵役についていた選手たちが元の球団に復帰するかどうかで揉め事があった。当時は「元いたチームが敗戦前に解散していれば元のチームに戻る必要はないが、元いたチームが敗戦後も解散せずかつチームから何らかの形で給与を受けていた場合は、敗戦前に所属していたチームに復帰しなければならない」という決まりがあった。しかし東京巨人軍からはヴィクトル・スタルヒンと白石敏男が、阪神からも藤井勇が、球団の許可なくパシフィックへ入団してしまった。これによりパシフィックは連盟から問題が解決するまで3選手の出場を禁止するように言い渡されたが、藤本定義監督は3選手を5月下旬に行われた4試合に出場させてしまった。このことで巨人と阪神はパシフィックを提訴した。提訴が受け入れられ、3選手が出場した4試合は全て0-9でパシフィックの敗戦となったが、パシフィックの実際の勝敗は1勝3敗であった。その1勝はこの年巨人と優勝争いをしていたグレートリングから上げたものだったため、ライバルに1勝をプレゼントしてしまう結果となった。最終的に1ゲーム差でグレートリングが優勝し、同率でプレーオフとなるはずが提訴をしたために巨人は優勝を逃した。
- 優勝:グレートリング 65勝38敗
  - 個人タイトル
    - 最優秀選手 - 山本一人（グレートリング）
    - 首位打者 - 金田正泰（阪神） .347
    - 本塁打王 - 大下弘（セネタース） 20本
    - 打点王 - 山本一人（グレートリング） 95点
    - 最多安打 - 金田正泰（阪神） 152本
    - 盗塁王 - 河西俊雄（グレートリング） 39個
    - 最優秀防御率 - 藤本英雄（東京巨人軍） 2.11
    - 最多勝利 - 白木義一郎（セネタース） 30勝
    - 最多奪三振 - 真田重蔵（パシフィック） 200個
    - 最高勝率 - 藤本英雄（東京巨人軍） .778

#### 大学野球

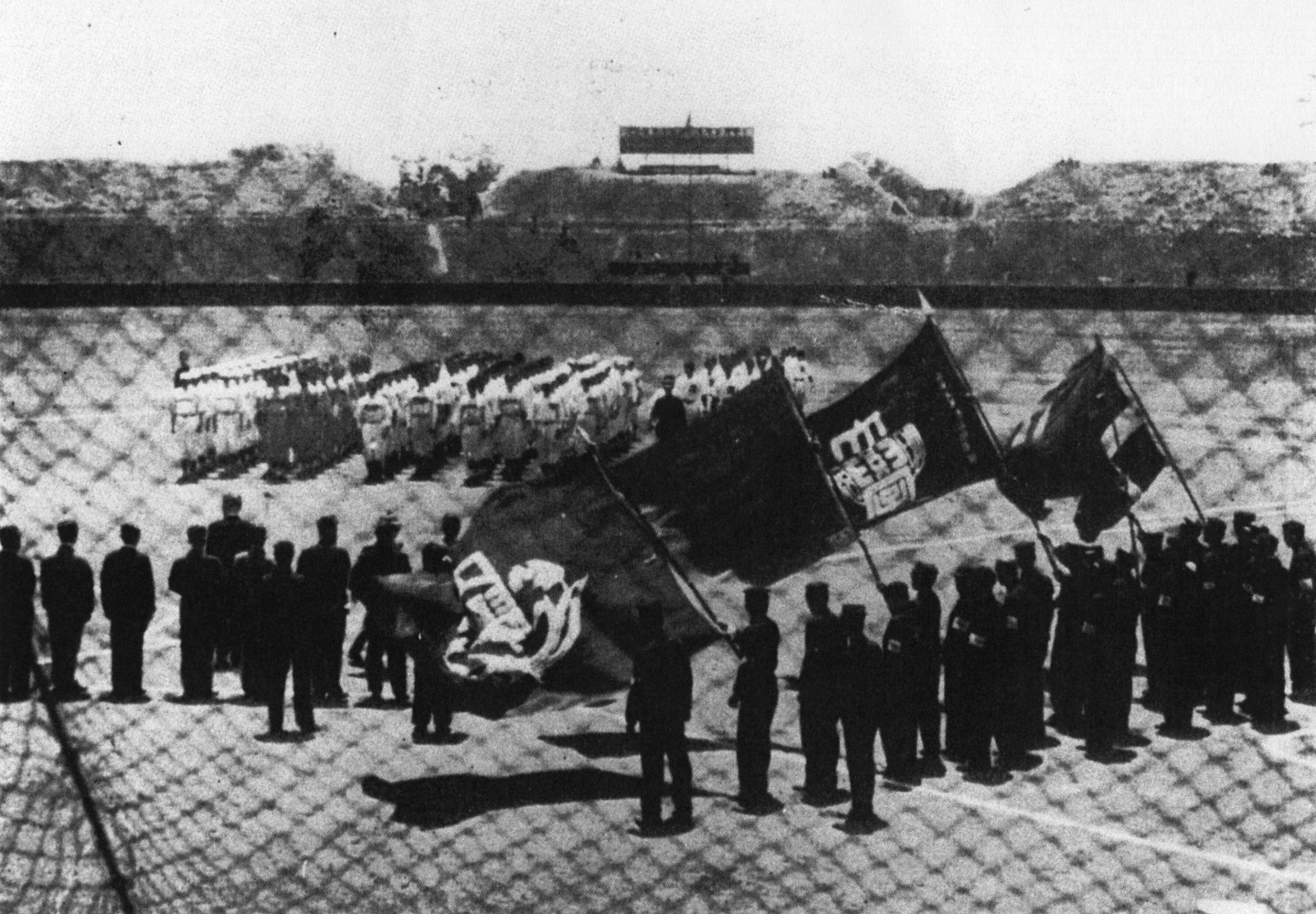
戦後最初の東京六大学野球開幕式

- 各地で連盟活動が再開（東京六大学野球、東都大学野球、関西六大学野球など）

##### 東京六大学野球
- 春 - 5月19日に上井草球場で開幕式。前半戦は上井草球場、後半戦は後楽園球場での1回戦制。
  - 慶大が全勝（東大が2位）。
- 秋 - 神宮球場を一部開放。また秋季から天皇杯が下賜される。
  - 早大が10勝1敗で優勝。

#### 中等野球
- 第28回全国高等学校野球選手権大会決勝（阪急西宮球場・8月21日）
浪華商業（大阪府） 2-0 京都第二中学（京都府）

### アメリカ大リーグ
- ワールドシリーズ
セントルイス・カージナルス（ナ・リーグ） （4勝3敗） ボストン・レッドソックス（ア・リーグ）

## 誕生
- 1月1日 - リベリーノ（ブラジル、サッカー）
- 2月3日 - 飯田高子（愛知県、バレーボール）
- 3月1日 - ヤン・コデシュ（チェコスロバキア、テニス）
- 4月18日 - キャットフィッシュ・ハンター（アメリカ、野球、+1999年）
- 5月18日 - レジー・ジャクソン（アメリカ、野球）
- 5月19日 - アンドレ・ザ・ジャイアント（フランス、プロレス、+1993年）
- 5月22日 - ジョージ・ベスト（北アイルランド、サッカー、+2005年）
- 5月23日 - デビッド・グラハム（オーストラリア、ゴルフ）
- 5月24日 - イレーナ・シェビンスカ（ポーランド、陸上競技）
- 6月14日 - ブルーザー・ブロディ（アメリカ、プロレス、+1988年）
- 7月19日 - マーティ・キーナート（アメリカ、スポーツジャーナリスト）
- 7月19日 - イリ・ナスターゼ（ルーマニア、テニス）
- 8月18日 - 池永正明（山口県、野球）
- 8月29日 - ボブ・ビーモン（アメリカ、陸上競技）
- 9月24日 - 田淵幸一（東京都、野球）
- 10月11日 - 加藤沢男（新潟県、体操）
- 10月25日 - エリアス・フィゲロア（チリ、サッカー）
- 10月25日 - 山本浩二（広島県、野球）
- 11月2日 - アラン・ジョーンズ（オーストラリア、レーシングドライバー）
- 11月4日 - 園田勇（福岡県、柔道）
- 11月8日 - フース・ヒディンク（オランダ、サッカー）
- 11月10日 - 基満男（兵庫県、野球）
- 12月12日 - エマーソン・フィッティパルディ（ブラジル、レーシングドライバー）
- 12月14日 - スタン・スミス（アメリカ、テニス）
- 12月29日 - ラフィット・ピンカイ・ジュニア（アメリカ、競馬）

## 死去
- 5月1日 - ビル・ジョンストン（アメリカ、テニス、*1894年）
- 6月10日 - ジャック・ジョンソン（アメリカ、ボクシング、*1878年）
- 9月4日 - 白瀬矗（秋田県、探検家、*1861年）
- 12月10日 - ウォルター・ジョンソン（アメリカ、野球、*1887年）